# Павлович, Павел
Па́вел Павло́вич (14 февраля 1893, Санкт-Петербург — XX век) — российский борец в греко-римском стиле.

## Биография, карьера
В 1912 году, в возрасте 19 лет, принял участие в летних Олимпийских играх в Стокгольме, где представлял Российскую империю в качестве борца в категории до 60 кг (полулёгкий вес). Призового места не занял. Выбыл в четвёртом раунде соревнований.
В 1913 году стал серебряным призёром Первой российской олимпиады в лёгком весе, уступив в финале Георгию Бауману.
Выступал за петербургский клуб "Санитас".
Дальнейшая судьба спортсмена неизвестна.